# St. Elisabeth-Friedhof

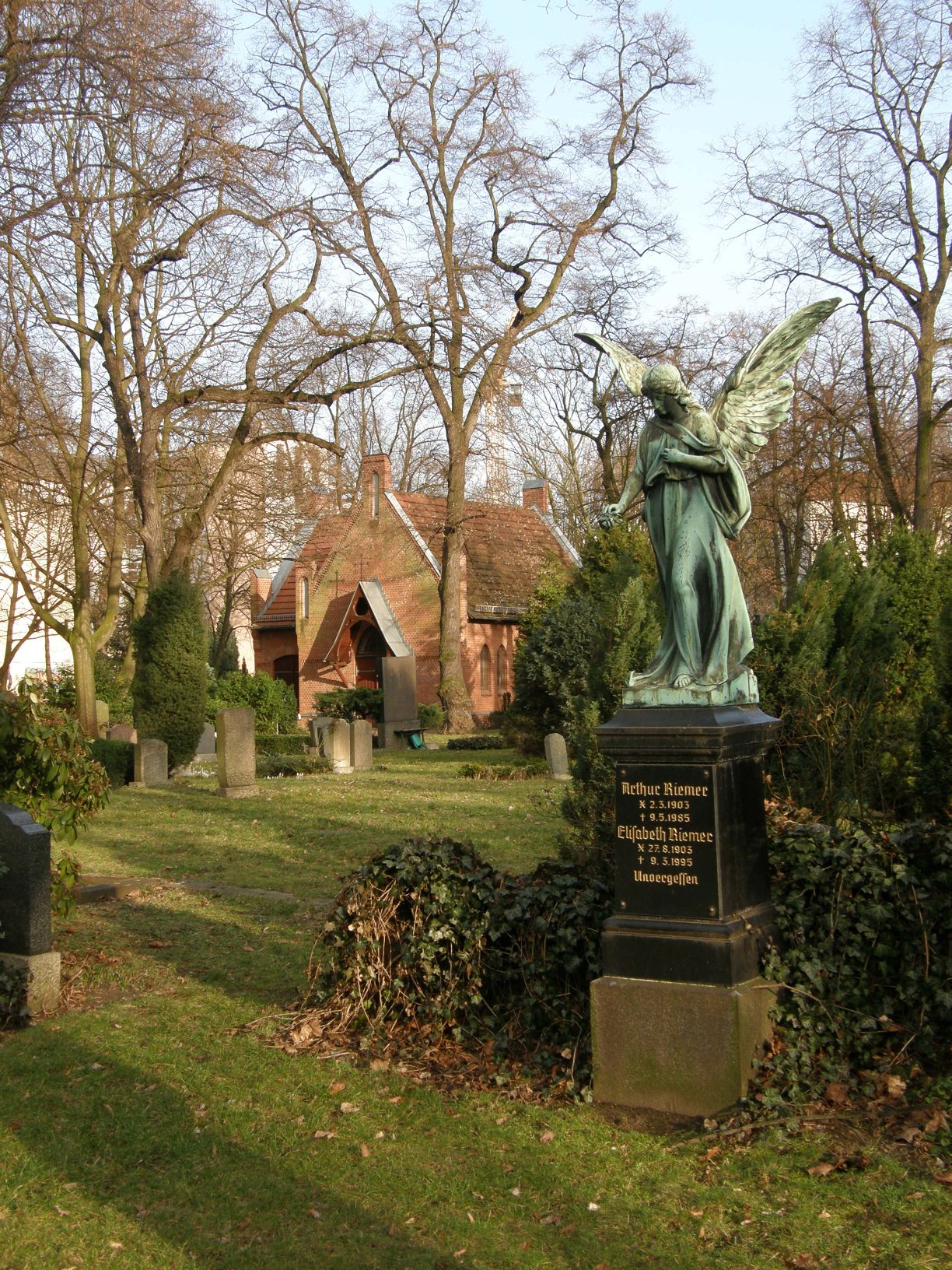
Blick über den Friedhof

Der St.-Elisabeth-Friedhof ist ein Friedhof der evangelischen Kirchengemeinde am Weinberg im Berliner Ortsteil Mitte. Der als Alleequartierfriedhof angelegte Begräbnisplatz östlich der Ackerstraße wurde 1844 eingeweiht. Der Friedhof mit einer Größe von 2,69 Hektar ist ein eingetragenes Gartendenkmal.
Unmittelbar angrenzend, jenseits der Ackerstraße, befindet sich der seit 1827 genutzte Friedhof II der Sophiengemeinde.
Im Jahr 1875 legte die St. Elisabeth-Gemeinde einen zweiten Friedhof, den St.-Elisabeth-Friedhof II, an der Wollankstraße im heutigen Ortsteil Gesundbrunnen an.

## Geschichte

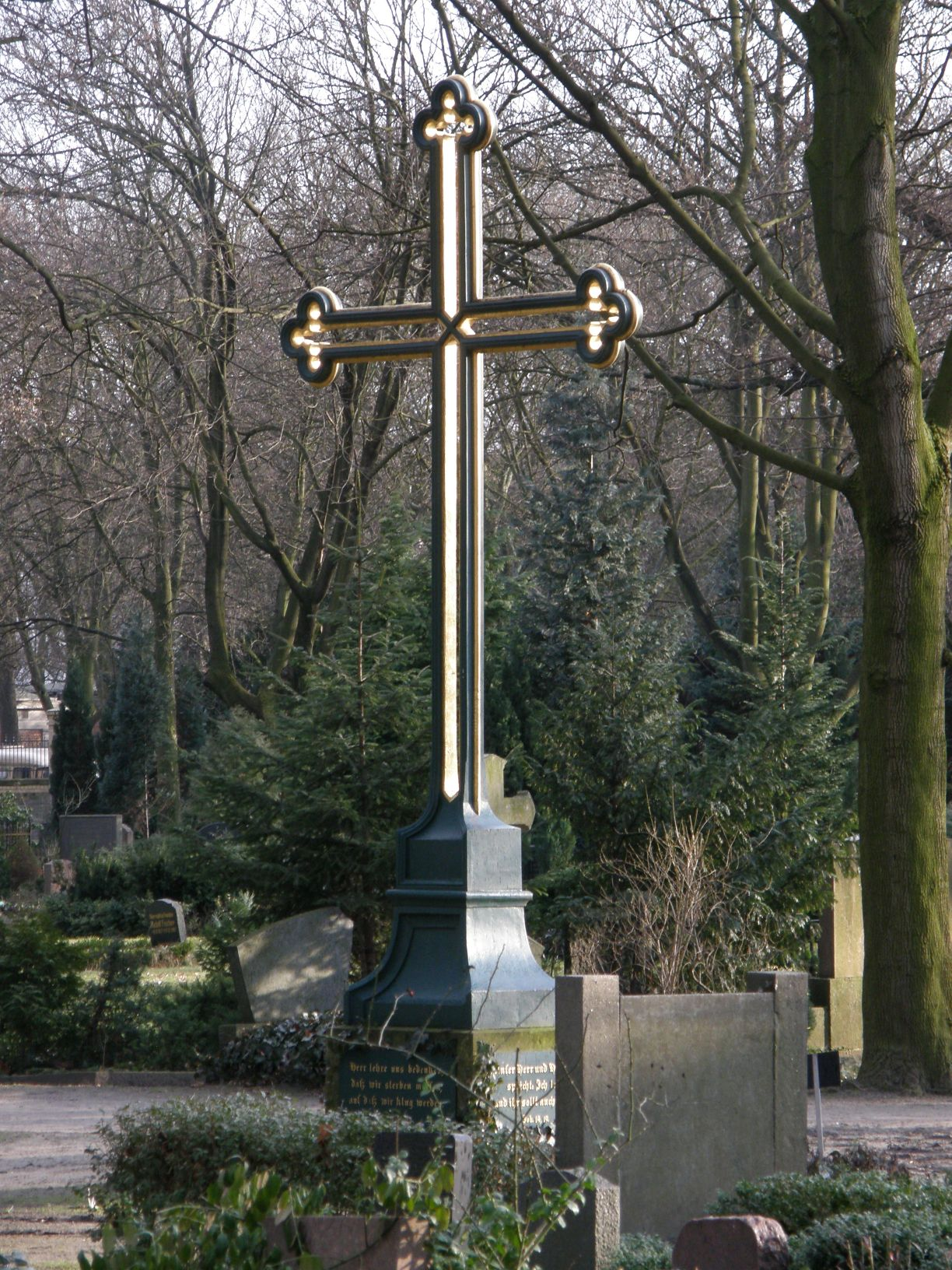
Neugotisches Wegekreuz

Nachdem Anfang der 1830er Jahre die evangelische St.-Elisabeth-Gemeinde, mit der von Karl Friedrich Schinkel entworfenen Elisabeth-Kirche als Zentrum, entstanden war, richtete die Gemeinde 1843 einen Friedhof ein, der im Januar des Folgejahres eingeweiht wurde.
Das Gelände war vier Morgen groß und durch mit Linden bestandenen Alleen in Bestattungsquartiere gegliedert. Im Bereich des Eingangs ließ die Gemeinde 1846 nach Entwürfen von Johann Nietz in der Nähe des Eingangs ein Wohnhaus für den Totengräber errichten, das später der Friedhofsverwaltung diente. Bereits um 1850 wurde der Friedhof um zehn Morgen erweitert. In diesem Zusammenhang stiftete 1851 der zweite Patron der Gemeinde, Friedrich Wilhelm IV., ein gusseisernes neugotisches Kreuz aus der Königlichen Eisengießerei, das als Point de vue auf der Kreuzung der Hauptalleen aufgestellt wurde.

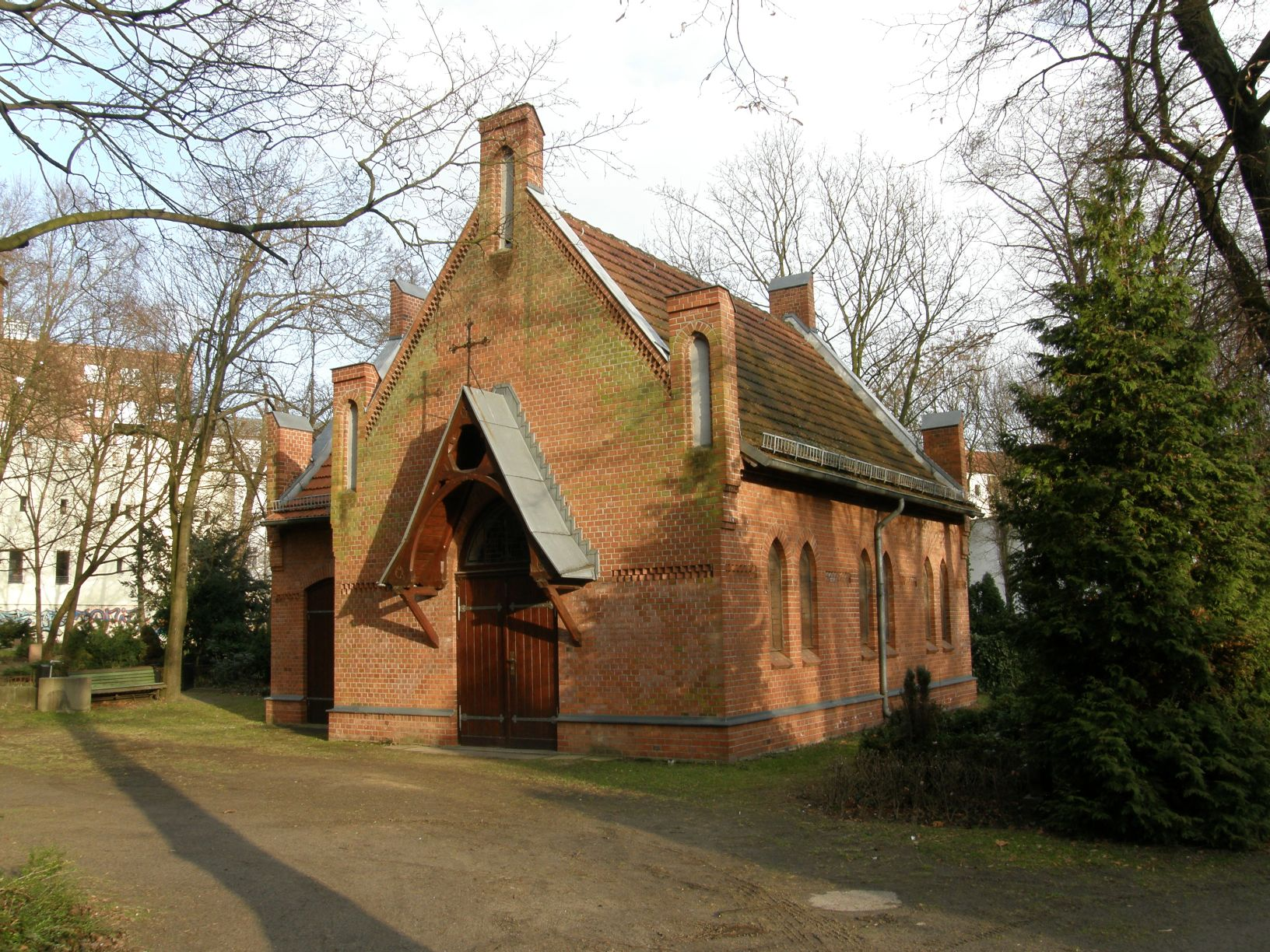
Friedhofskapelle

Die Friedhofskapelle im Stil der Backsteingotik wurde um 1884 errichtet; der Architekt ist nicht bekannt.
Für den Bau der Versöhnungskirche wurde 1892 das Friedhofsgelände im nördlichen Bereich verkleinert. Die Versöhnungskirche stand mit dem Bau der Berliner Mauer ab 1961 im Grenzstreifen. Ein kleiner Bereich des Friedhofs, der sich direkt hinter und neben der Kirche befand, wurde im Zuge der Grenzbefestigung aufgegeben. Die sterblichen Überreste wurden umgebettet, die Gräber eingeebnet und der restliche Friedhof nach Norden von einer Hinterlandmauer abgeschlossen.
Nach der deutschen Wiedervereinigung wurde am 1. Januar 1999 die St.-Elisabeth-Gemeinde mit der der Kirchengemeinde Sophien unter dem Namen der letzteren fusioniert, sodass der Friedhof zur Sophiengemeinde gehörte. Diese wiederum nannte sich Anfang 2014 in Kirchengemeinde am Weinberg um.

## Gräber bekannter Persönlichkeiten

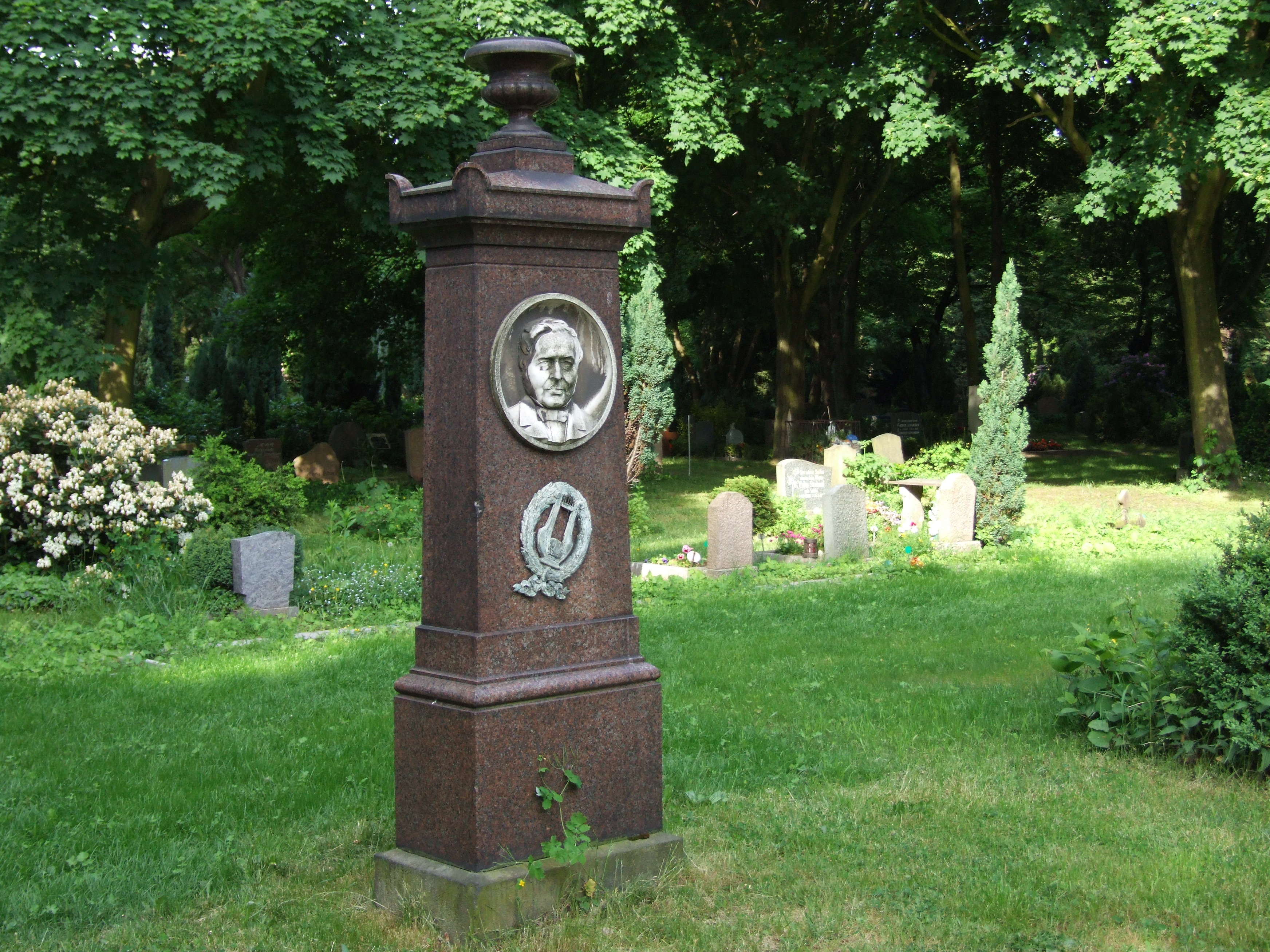
Grabmal für Ludwig Erk aus dem Steinmetzbetrieb von Rudolph Tauchert

Auf dem St.-Elisabeth-Friedhof befinden sich keine Ehrengrabstätten des Landes Berlin.
Hier beigesetzte bekannte Persönlichkeiten sind:
- Lucie Berlin (1895–1904), Mordopfer in einem spektakulären Kriminalfall (Grab nicht erhalten)
- Wilhelm Boegehold (1815–1873), Theologe, erster Pfarrer an der Elisabeth-Kirche
- Ludwig Erk (1807–1883), Komponist, Musiklehrer
- Julie Gräbert (1803–1870), Theaterleiterin (Grab nicht erhalten)
- Ferdinand Schmidt (1816–1890), Schriftsteller, Volkspädagoge (Grab nicht erhalten)
- Anna Stephan (1827–1862), erste Gattin von Heinrich von Stephan (Grab nicht erhalten)
- Adolf Friedrich Wollank (1833–1877), Gutsbesitzer, Jurist, Kommunalpolitiker
- Gottlieb Friedrich Wollank (1771–1851), Gutsbesitzer, Fabrikant
- Karl Zimmer, Pseudonym: Yoshitomo (1869–1935), Komponist, Chorleiter, Dirigent (Grab nicht erhalten)

## Kunstwerke

### Baukunst

#### Grabstätte Wollank

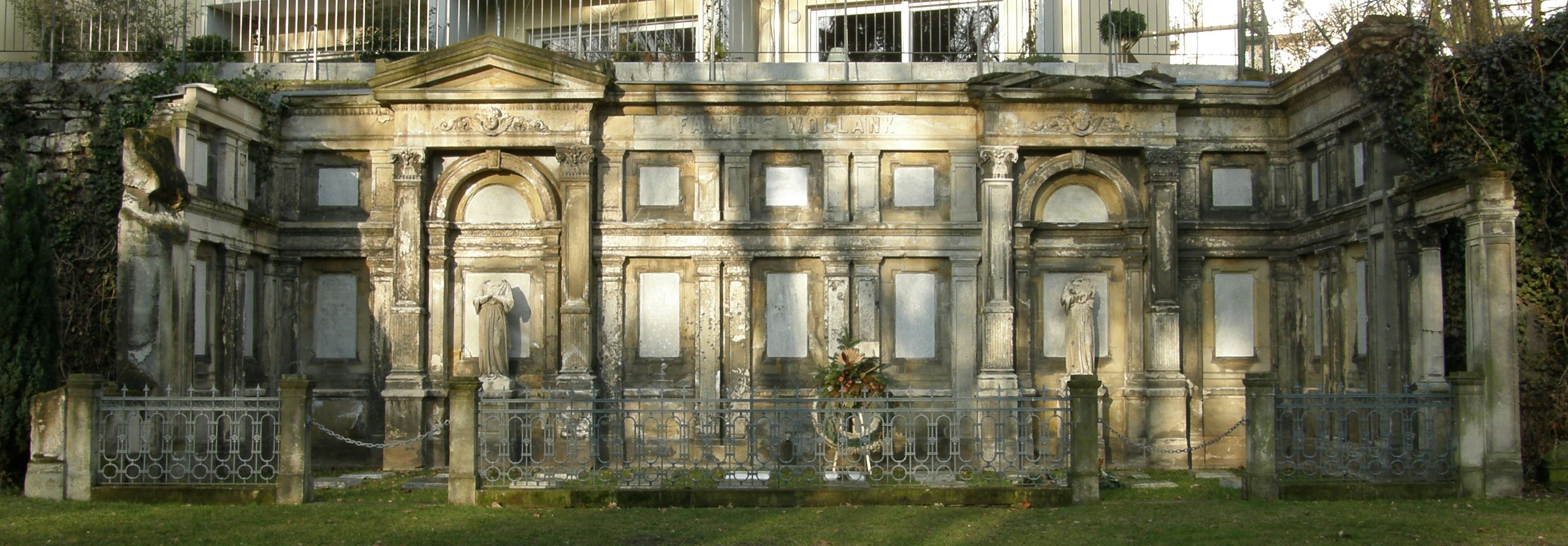
Monumentales Erbbegräbnis der Familie Wollank

Der Gutsbesitzer und Fabrikant Gottlieb Friedrich Wollank ließ 1848 bis 1850 eine ausgedehnte Erbbegräbnisstätte am Ende der vom Eingang her führenden Hauptallee anlegen. 1873 bis 1874 wurde die Grabstätte im Stil der italienischen Neorenaissance erneuert.
Die Anlage aus Sandstein besteht rückwärtig aus einer Scheinfassade mit zwei von Pilastern gerahmten Ädikulä. Von den in diesen stehenden Statuen sind nur Fragmente erhalten. Die Scheinfassade zieht sich mit zwei Feldern bis in die Seitenwände, die anschließend in niedrigere offene, von Pfeilern getragene Segmente übergehen. Nach vorne schließt ein schmiedeeisernes Gitter mit zwei Eingängen das bis heute von der Familie genutzte Erbbegräbnis ab.

#### Grabstätte Schmidt

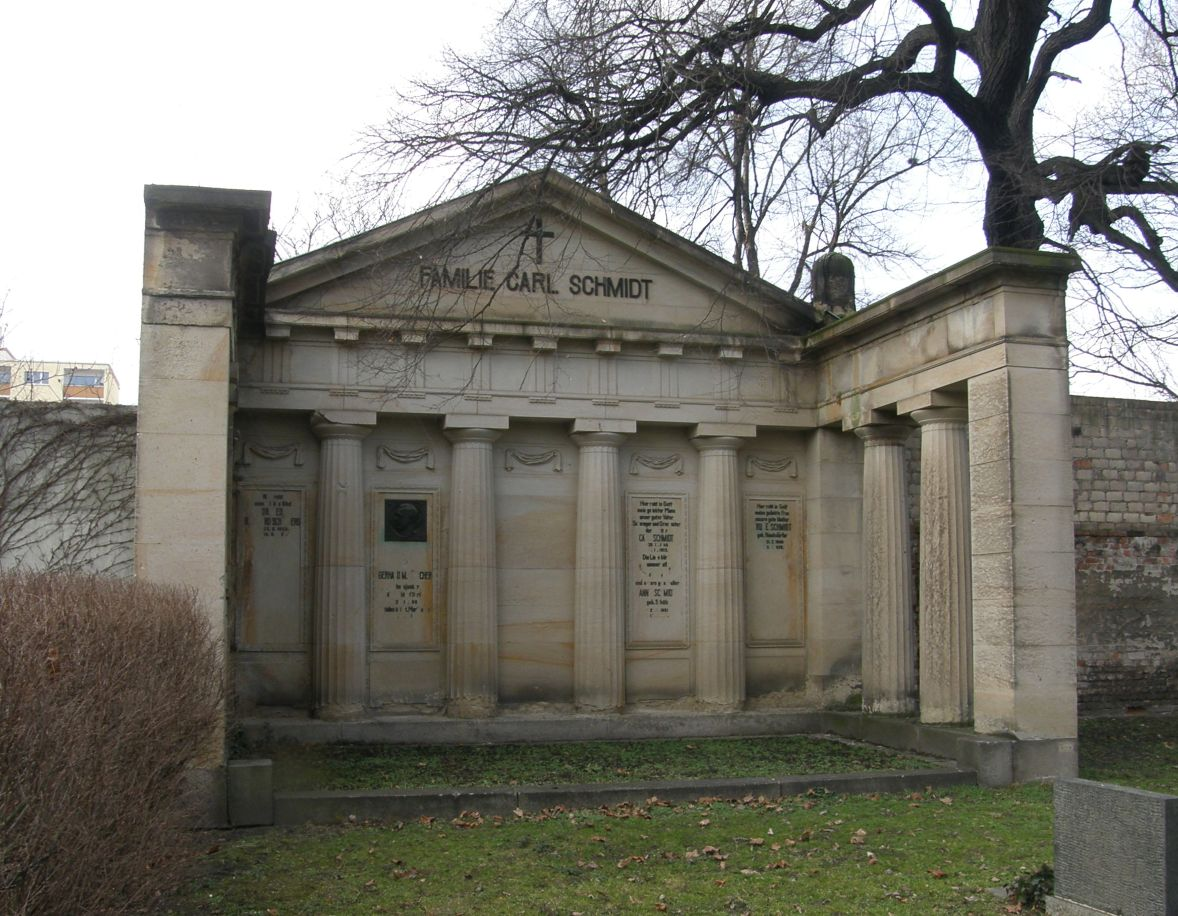
Tempelartige Grabanlage der Familie Carl Schmidt

In der nordwestlichen Ecke des Friedhofs befindet sich die Erbbegräbnisstätte der Familie Carl Schmidt. Die Hinterbliebenen des Rentiers ließen es 1913 aus Cottaer Sandstein errichten. Der Bau nimmt eine dorische Tempelform auf, wobei die Front an die Rückwand versetzt wurde und so eine offene dreiflügelige kolonnadenartige Anlage entstand. Die Ausführung des Tympanon erfolgte schmucklos; dort befindet sich unter einem Kreuz nur der Schriftzug „FAMILIE CARL SCHMIDT“. Da sich die Anlage in einer Ecke des Friedhofs befindet wurden Rückwand und linke Seite geschlossen und dort nur Blendsäulen ausgeführt. Die so entstandenen Flächen zwischen den Säulen an der Grabrückwand dienten zur Aufnahme der mit Bronzelettern gesetzten Personendaten.
Für den im Ersten Weltkrieg gefallenen Fahnenjunker Gerhard M. Böttcher wurde zusätzlich zum Gedenken ein Bronzerelief angebracht.
Das Grabmal gilt mit seiner dreiseitig umschließenden Pfeilerstellung als einzigartig in Berlin.

### Bildhauerei
Auf dem Friedhof befinden sich mehrere historische Grabskulpturen aus Bronze und Stein sowie zwei Grabreliefs der Beigesetzten. Bis auf die beiden Skulpturen der Grabanlage Wollank befinden sie sich in befriedigendem Zustand. Die Bildhauer der meisten Werke sind nicht bekannt.

Grabskulpturen
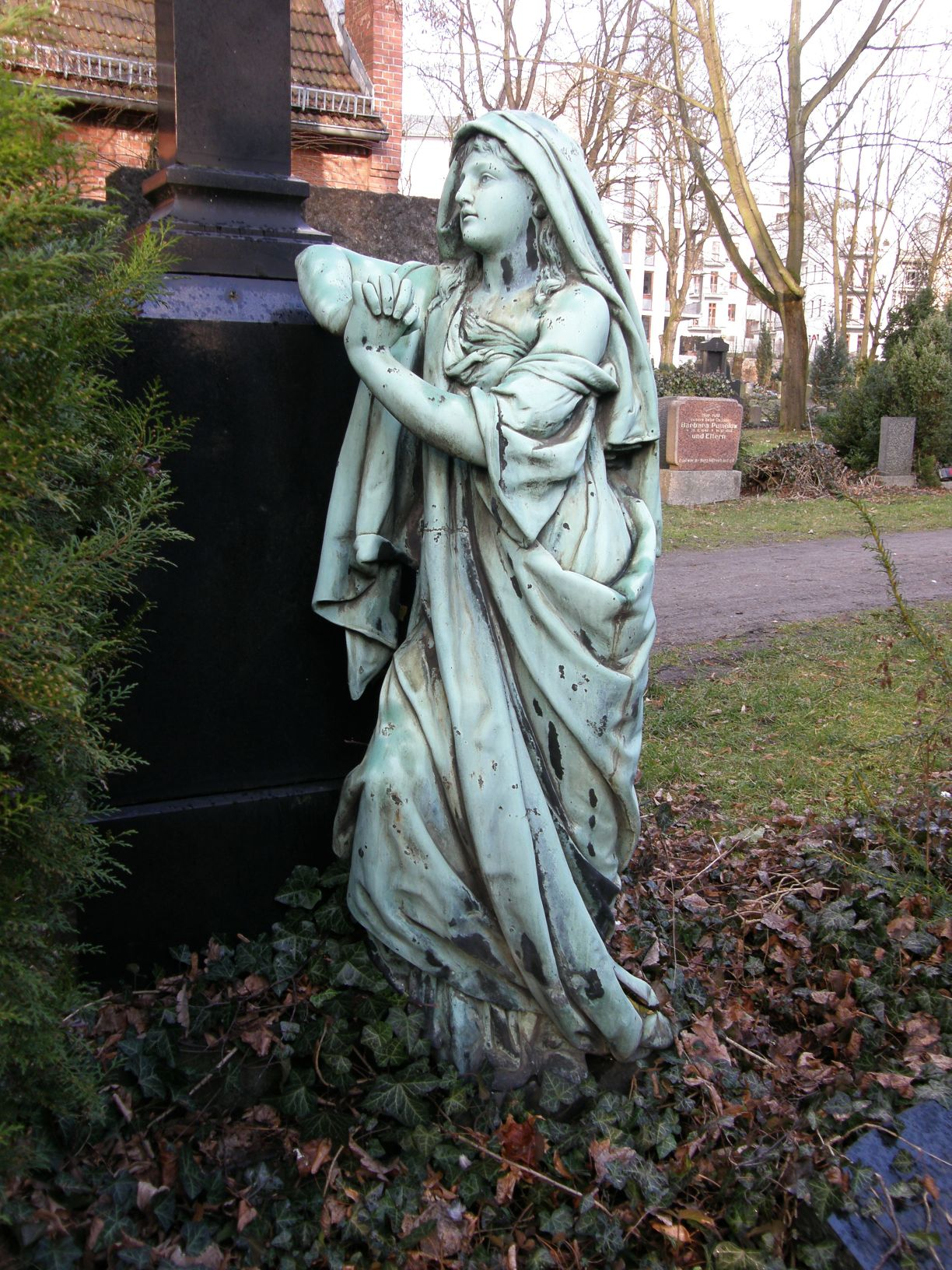
Betende von Fidel Binz
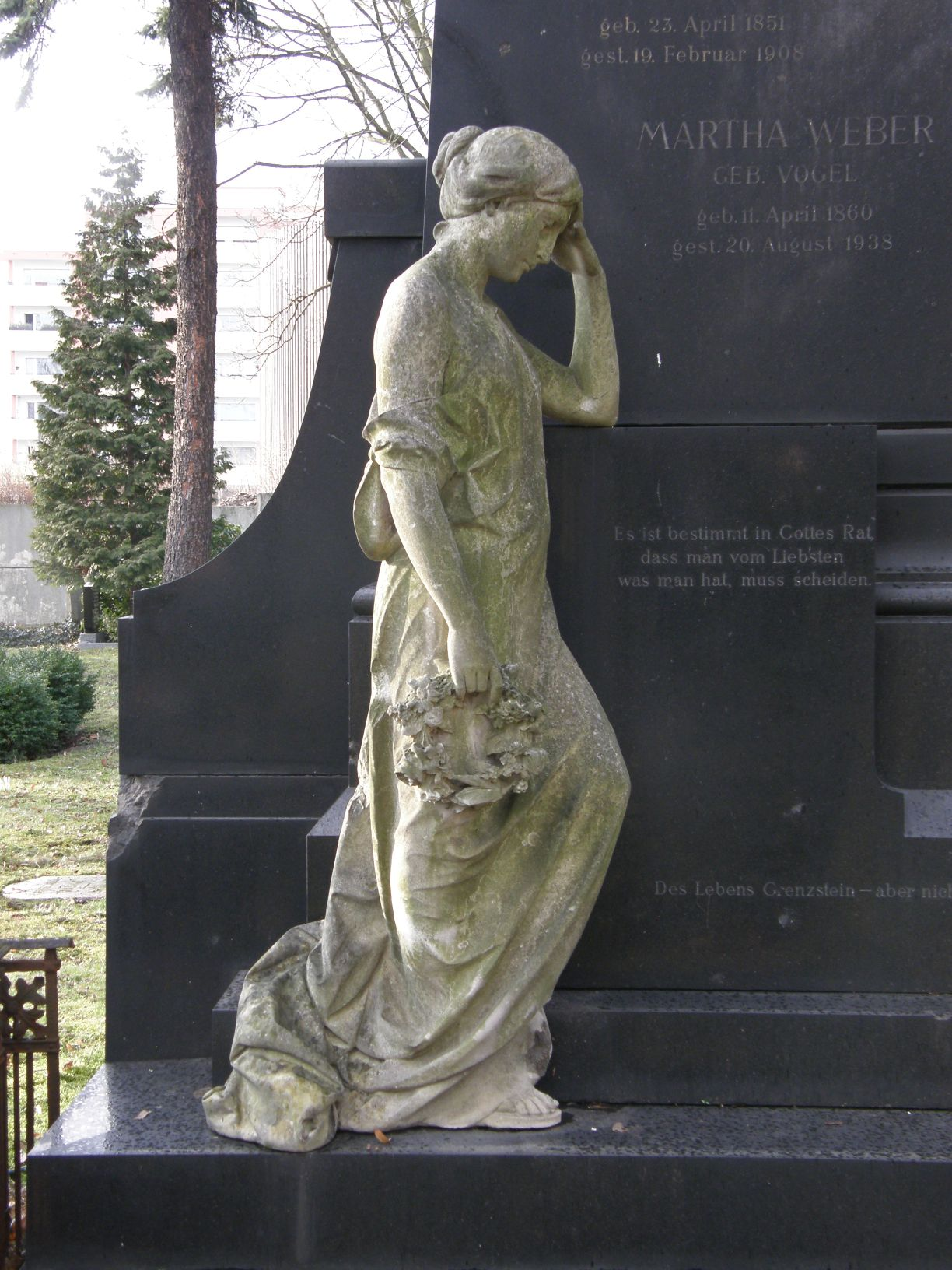
Trauernde am Grab der Eheleute Weber
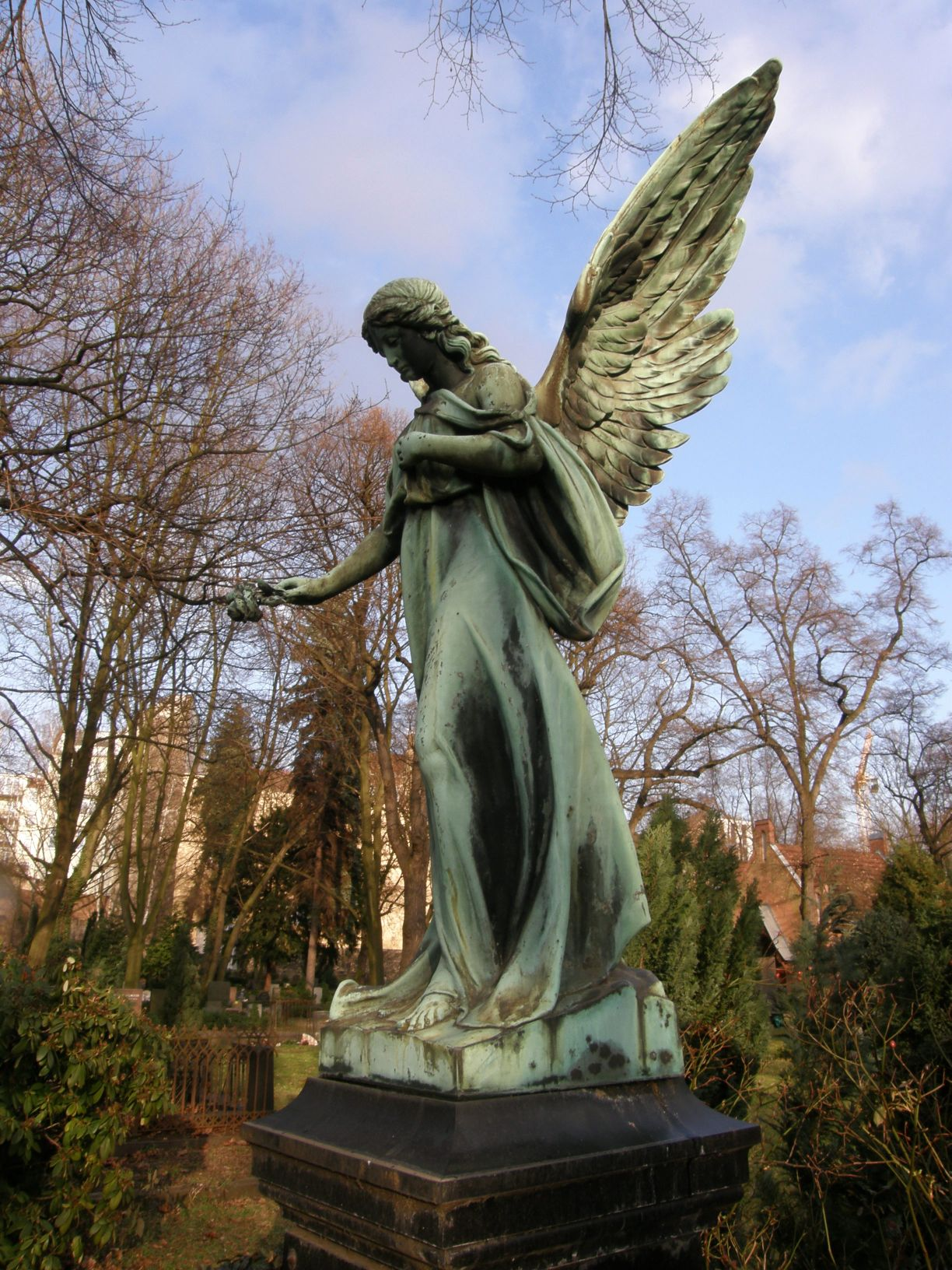
Engel am Grab der Eheleute Riemer
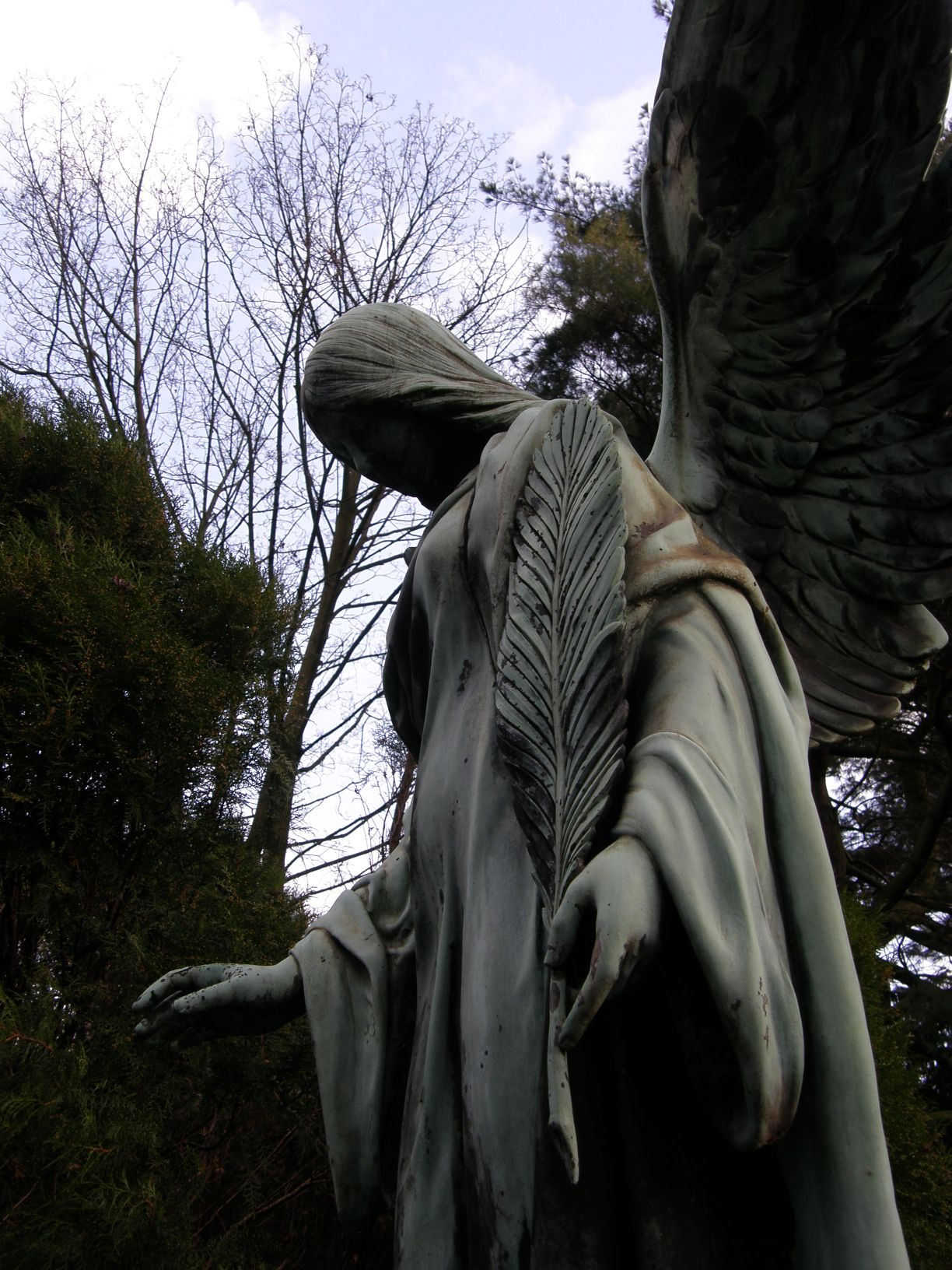
Engel am Grab der Eheleute Krause

Grabreliefs
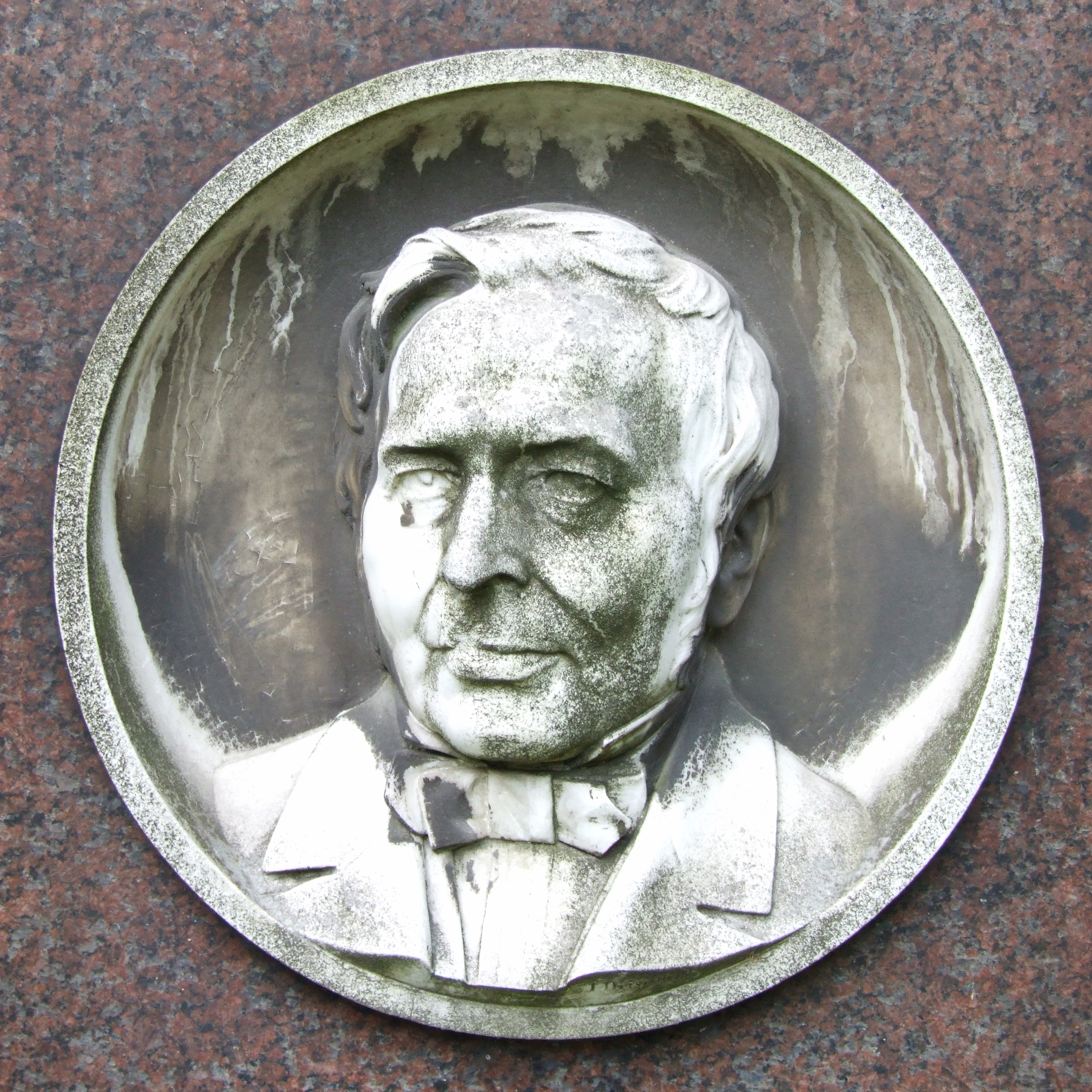
Grabrelief Ludwig Erk, geschaffen von Josef Drischler
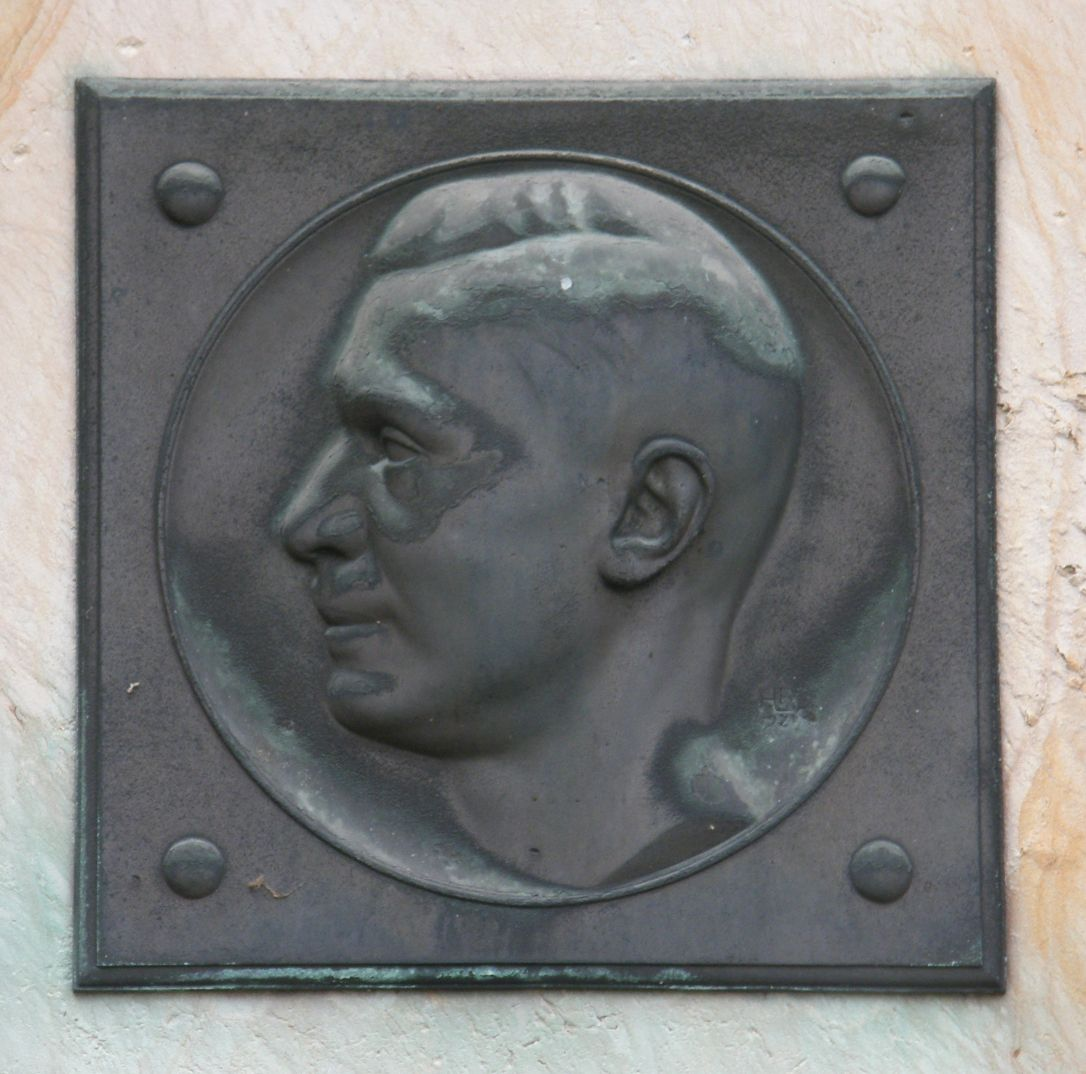
Grabrelief Gerhard M. Böttcher, signiert „HB 1921“